# Biserica evanghelică fortificată din Fișer
Biserica evanghelică fortificată din Fișer este un ansamblu de monumente istorice aflat pe teritoriul satului Fișer, orașul Rupea. În Repertoriul Arheologic Național, monumentul apare cu codul 40410.03.
Ansamblul este format din două monumente:
- Biserica evanghelică (cod LMI BV-II-m-A-11698.01)
- Incintă fortificată, cu două turnuri și zwinger (cod LMI BV-II-m-A-11698.02)